# ジョージ・フロイド (アメリカンフットボール)
ジョージ・フロイド・ジュニア（George Floyd Jr.、1960年12月21日 - ）は、アメリカ合衆国のプロフットボール選手。ポジションはディフェンシブバック。NFLのニューヨーク・ジェッツでプレーした。

## 経歴

### プロ入りまで
フロリダ州タンパにて誕生。フロリダ州ブルックスヴィルで育ち、ヘルナンド高校に進学、高校時代はアメリカンフットボールとバスケットボールでプレーした。高校2年次の1975年シーズン開幕前に先発フリーセイフティに選ばれた。その年チームトップの3インターセプト、チーム3位の84タックルをあげ、チームはガルフコーストカンファレンスで優勝、彼はカンファレンスのオールスターの一員に選ばれた。
高校3年次にはパントリターナー及び主にブロック役としてハーフバックでもプレーした。3年次、4年次にもカンファレンスのオールスターに選ばれた。彼はジョージア大学への進学を希望したが、オハイオ・バレー・カンファレンスに所属する東ケンタッキー大学に進学した。
大学1年次からディフェンスバックとして先発出場し、26タックル、1ファンブルリカバーをあげた。2年次にはオースティン・ピー州立大学戦で3インターセプト、ジャクソン州立大学戦で16タックル、1インターセプト、1ファンブルリカバーの活躍を見せた。この年チームは8勝2敗、リーハイ大学をNCAAディビジョンI-AA選手権で破り初優勝を果たした。この年彼は全試合で先発出場し、チーム4位の68タックル、チームトップの4ファンブルリカバーをあげた。
3年次の1980年、ヤングスタウン州立大学戦ではインターセプト後、100ヤードのリターンタッチダウンをあげた。西ケンタッキー大学戦では13タックルをあげた。この年彼はカンファレンスの最優秀守備選手に選ばれた。チームは10勝3敗、ディビジョンI-AA選手権ではボイシ州立大学に29-31で敗れた。
4年次の1981年、チームキャプテンの1人となった。10月24日の西ケンタッキー大学戦では1サック、1インターセプト、8タックルをあげた。マレー州立大学戦では残り16秒に自陣2ヤード地点で相手クォーターバックのパスをインターセプト、24-20の勝利に貢献した。この年も彼はカンファレンスの最優秀選手に選ばれた。アイダホ州立大学との選手権では23-34で敗れた。
1999年にカレッジフットボール殿堂入り。2007年にはイースタンケンタッキー大学で殿堂入りとなり、2011年にはヘルナンド高校で殿堂入りした。

### プロ生活
1982年のNFLドラフト4巡でニューヨーク・ジェッツに指名されて入団した。同年のトレーニングキャンプではダロル・レイ、ジェシー・ジョンソンに次ぐ第3のフリーセイフティと評価された。またキックリターナーとしてカート・ソーン、ロネル・フィー、コラス・エリオンと争った。シーズン開幕前の最終ロースターカットで生き残った彼は、その年ストライキが行われた間、母校の東ケンタッキー大学で練習を行った。ストライキで9試合に短縮されたレギュラーシーズンに7試合、プレーオフでも3試合に出場した。チームはこの年6勝3敗でプレーオフに進出し、AFCチャンピオンシップゲームに進出、0-14でマイアミ・ドルフィンズに敗れてシーズンを終えた。この年彼はスペシャルチーム及び控えセイフティとしてプレーした。
1983年のシーズン開幕前、カーク・スプリングス、ダブリン・マレンとパントリターナーの座を争った。プレシーズンゲームで彼はセイフティからコーナーバックにコンバートされた。ニューオーリンズ・セインツとのプレシーズンゲームでキックオフリターンを行った際、ボールをファンブル、そのプレーでひざを痛めて故障者リスト入し、その年全試合を欠場した。
1984年、シーズン序盤は故障者リスト入りしていたが、10月下旬にアクティブロースターに昇格、11月上旬に右コーナーバックのラッセル・カーターが負傷したこともあり先発2試合を含む8試合に出場した。チームは7勝9敗でプレーオフを逃した。
1985年、プレシーズンにひざを再び負傷、故障者リスト入りしたが、10月にジェッツから解雇され、その後引退を表明した。

### 現役引退後
2020年6月、同姓同名のジョージ・フロイドが殺害された時、彼の写真が誤って使われることがあった。